# Мезіад
Мезіад (рум. Meziad) — село у повіті Біхор в Румунії. Входить до складу комуни Реметя.
Село розташоване на відстані 383 км на північний захід від Бухареста, 53 км на південний схід від Ораді, 89 км на захід від Клуж-Напоки, 142 км на північний схід від Тімішоари.

## Населення
За даними перепису населення 2002 року у селі проживали 1236 осіб. Рідною мовою 1232 особи (99,7%) назвали румунську.
Національний склад населення села:
| Національність | Кількість осіб | Відсоток |
| -------------- | -------------- | -------- |
| румуни         | 1225           | 99,1%    |
| цигани         | 8              | 0,6%     |